# Emma Salokoski

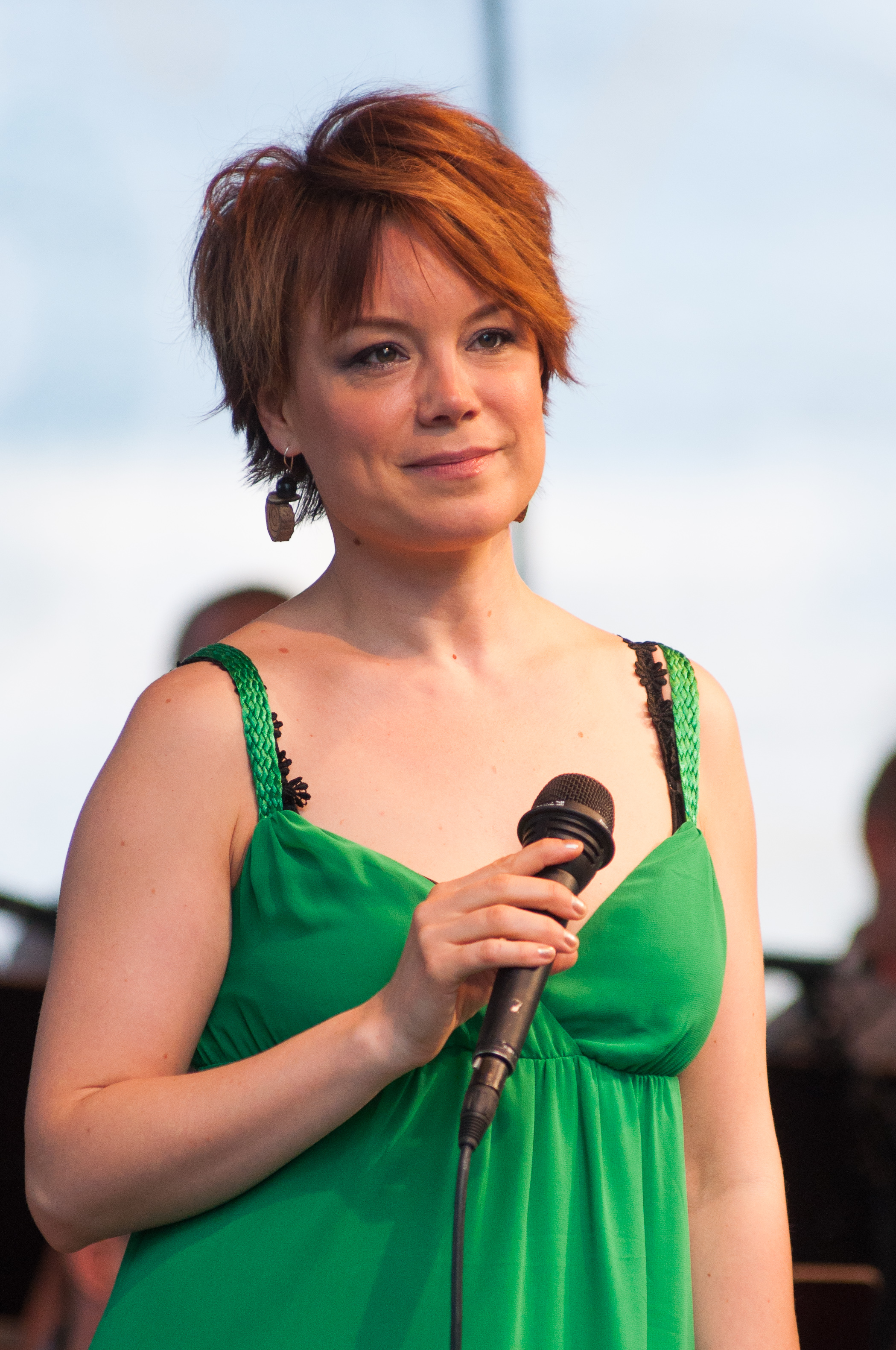
Emma Salokoski 2012 in Lappeenranta

Emma Salokoski (* 28. Oktober 1976 in Helsinki) ist eine finnlandschwedische Sängerin, Komponistin und Songschreiberin.

## Leben
Emma Salokoski wurde 1976 in Helsinki geboren. Da ihre Mutter Finnlandschwedin war, ist Emma zweisprachig aufgewachsen. Salokoski hat zwei Brüder. Als sie drei Jahre alt war, zog ihre Familie nach Moskau, wo ihr Vater als Bankangestellter arbeitete. Drei Jahre später zog die Familie wieder zurück nach Finnland. Bis zur neunten Klasse ging Salokoski auf eine schwedischsprachige Schule, danach wechselte sie auf das Sibelius-lukio (Musikgymnasium).
Emma Salokoski ist mit dem Jazz-Schlagzeuger Olavi Louhivuori verheiratet. Das Paar hat einen Sohn.

## Musikalische Karriere
Salokoski erhielt als Elfjährige Geigenunterricht, wechselte aber schnell zur Bratsche und konzentrierte sich am Sibelius-lukio auf das Singen. Nach dem Abitur studierte sie an der Stockholmer Kunsthochschule Kulturama Musiktheater. Dort machte sie 1998 ihren Abschluss und arbeitete ein Jahr lang im Theater von Tampere (Tampereen Teatteri) im Musical Rent und im Theater von Helsinki (Helsingin Kaupunginteatteri) im Musical Les Misérables. Danach studierte sie am Helsingin Pop & Jazz Konservatorio. 2001 wechselte sie zum Fachbereich Jazzmusik an die Sibelius-Akatemia. Beide Studiengänge brach Salokoski ab, um sich mehr auf die Band Emma Salokoski Ensemble zu konzentrieren. Jahre später absolvierte Salokoski noch ein dreijähriges Studium zur Sängerin und Gesangslehrerin am Complete Vocal Technique-Institut in Kopenhagen.
2007 gewann sie bei der Emma-Gala in Finnland den Preis als beste Solistin. 2010 nahm sie mit einer Chorgruppe aus Helsinki an der Castingshow Kuorosota (Chorkrieg) teil. Zurzeit arbeitet sie als CVT-Lehrerin (Complete Vocal Technique) in Helsinki.

## Ensembles

### Emma Salokoski Ensemble
Das Emma Salokoski Ensemble entstand im Jahre 2001 als Trio zunächst unter dem Namen Emma Salokoski Trio, das zuerst nur Bossa-Nova-Klassiker spielte. Die Band erweiterte sich aber langsam zum Emma Salokoski Ensemble, als der Pianist Tuomo Prättälä und der auf brasilianische Rhythmen spezialisierte Schlagzeuger Marko Timonen hinzukamen. Außer den Genannten gehören zur Band auch Mikko Kosonen (Gitarre) und Lauri Porra (Bass).
2003 wurde die erste EP Puutarhassa (dt. Im Garten) der Band Emma Salokoski Trio veröffentlicht. Danach konzentrierte sich die Band auf finnischsprachiges Material, wurde jedoch immer noch von brasilianischen Rhythmen beeinflusst. 2005 veröffentlichte Emma Salokoski Ensemble ihr erstes finnischsprachiges Album Kaksi mannerta (Zwei Kontinente). Das Album erreichte in den offiziellen Albumcharts in Finnland den vierten Platz und gewann 2008 eine Goldene Schallplatte (über 10 000 verkaufte Alben in Finnland). Das Album setzt sich aus finnischen, noch nie gehörten Übersetzungen und Coverversionen zusammen. Der im Radio meistgespielte Song des Albums war die finnische Version des Songs Porque te vas (Warum gehst du – fin. Miksi sä meet) aus dem Film Züchte Raben.
Im Herbst 2008 veröffentlichte die Band ihr zweites Album Veden alla (Unter Wasser).
Emma Salokoski hat außerdem mit anderen Bands und Jazz-Musikern zusammengearbeitet. Zu ihnen gehören unter anderem die Don Johnson Big Band, Husky Rescue, Tuomo, Sami Saari, Jukka Perko, Severi Pyysalo und Sakari Kukko.

### Quintessence
Salokoski ist außerdem Mitglied der 1999 gegründeten Band Quintessence. Sie veröffentlichte 2001 ihre erste Single White Light, im darauffolgenden Jahr veröffentlichte Texicalli Records das Debütalbum Talk Less Listen More. 2004 folgte das zweite Album der Gruppe 5am.

### Emma Salokoski & Ilmiliekki Quartet
Ilmiliekki Quartet ist eine finnische Jazzband, die im Januar 2002 gegründet wurde.
2009 veröffentlichte das Ilmiliekki Quartet zusammen mit der Sängerin Emma Salokoski ein schwedischsprachiges Album Vi sålde våra hemman (dt. Wir verkauften unsere Häuser). Das Album war drei Wochen lang auf der offiziellen finnischen Albumchartliste und schaffte es bis Platz 12.
Ilmiliekki Quartet hatte außer in Finnland auch Auftritte in anderen Ländern Europas, den USA, in Kanada, in Australien und in Neuseeland sowie in Marokko.

### Don Johnson Big Band
Don Johnson Big Band ist eine finnische Hip-Hop-Band, deren Musik vom Jazz und anderen Musikrichtungen beeinflusst wird. Der Name der Band geht auf den Schauspieler Don Johnson aus der Serie Miami Vice zurück.
Die Band ist auch im Ausland aufgetreten, unter anderem in China und auf der weltweit größten Musikmesse Midem in Cannes (2006) als Vertreter Finnlands.
Typisch für ihre Auftritte sind verschiedene Gastauftritte, wie beispielsweise von Emma Salokoski sowie von Beatboxer Felix Zenger.

## Diskografie
- 2001 – Quintessence: White Light
- 2002 – Quintessence: Talk Less Listen More
- 2003 – Emma Salokoski Trio: Puutarhassa (Im Garten)
- 2003 – Don Johnson Big Band: Breaking Daylight
- 2004 – Quintessence: 5 am
- 2005 – Emma Salokoski Ensemble: Kaksi mannerta (Zwei Kontinente)
- 2006 – Don Johnson Big Band: Don Johnson Big Band
- 2008 – Emma Salokoski Ensemble: Veden alla (Unter Wasser)
- 2009 – Emma Salokoski & Ilmiliekki Quartet: Vi sålde våra hemman (Wir verkauften unsere Häuser)
- 2010 – Maria Ylipää ja Emma Salokoski: Omani uni (Mein eigener Traum)
- 2011 – Emma Salokoski & UMO: Rytmihyrrä/Eläinlauluja lapsille (Rhythmuskreisel / Tierlieder für Kinder)[4]